# Nekton
Nekton is een verzamelnaam voor alle organismen die zich actief kunnen verplaatsen in de waterkolom, onafhankelijk van de heersende stromingen. Dit is in tegenstelling tot plankton, dat voor de verplaatsing afhankelijk is van de waterstromingen. Beide soorten organismen komen voor in de pelagische zone van de oceaan.

## Oceanisch nekton

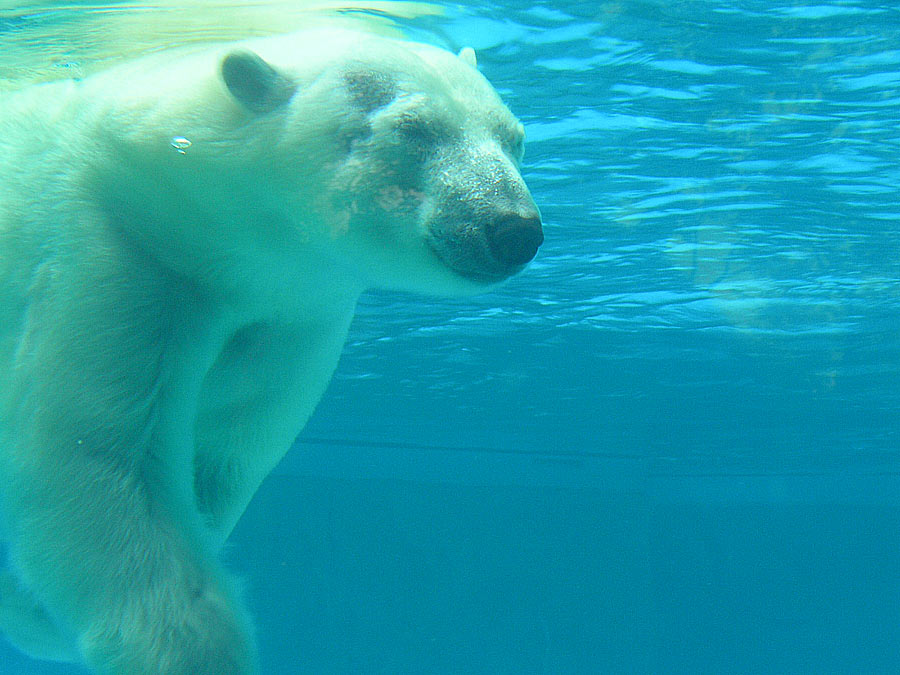
De ijsbeer behoort ook tot het nekton

Oceanisch nekton bestaat uit verschillende gewervelde dieren; beenvissen, haaien, roggen, zeezoogdieren, reptielen en vogels. Van de ongewervelde dieren behoren onder andere de inktvissen tot het nekton.
Vissen kunnen in twee groepen onderverdeeld worden:
- Holoepipelagisch nekton: organismen die zich hun hele leven in de epipelagische zone (of fotische zone) van de waterkolom bevinden. Hieronder vallen onder ander sommige haaien, vliegende vissen, tonijn, zwaardvissen. Deze organismen leggen vaak drijvende eieren en hebben epipelagische larven. Ze komen het meest voor in de oppervlaktewateren van de tropen en de subtropen.
- Meroepipelagisch nekton: organismen die zich een deel van hun leven in de epipelagische zone van de waterkolom bevinden. Hieronder vallen meer uiteenlopende soorten dieren zoals vissen die alleen hun volwassen leven in de epipelagische zone doorbrengen en zich voortplanten in kustwateren of zoet water. Andere vissen komen alleen ’s nachts in de epipelagische zone (zoals de lantaarnvis uit de diepzee).

Onder een andere groep binnen het oceanisch nekton vallen de zeezoogdieren zoals de walvissen (Cetacea), zeehonden en zeeleeuwen (Carnivora, Pinnipedia). 
De reptielen die onder het nekton vallen bestaan bijna uitsluitend uit schildpadden en zeeslangen. Het fossiele verslag laat ons zien dat vroeger, meer dan 65 miljoen jaar geleden, de wateren door veel meer zeereptielen werden bewoond zoals ichthyosauriërs, plesiosauriërs en de Mosasauridae. 
De vogels zouden eigenlijk niet onder nekton vallen omdat ze vliegen over de open oceaan maar ze voeden zich wel met voedsel uit de bovenste lagen van het water en kunnen tot wel 100 meter duiken. Omdat ze op die manier ook een gedeelte van hun leven in het water doorbrengen en zo ook de kringloop beïnvloeden, worden ze wel meegenomen onder het nekton. Onder de echte vogels die bij het nekton behoren, vallen de zeevogels die niet kunnen vliegen: de pinguïns.
Naast oceanisch nekton komt er onder andere nekton voor in de diepzee, in gebieden die meer aan de kust gelegen zijn, bij kelpwouden en koraalriffen.